# 鳳山雙慈殿
22°37′31″N 120°21′28″E / 22.625228°N 120.357842°E
原鳳邑雙慈亭，近年升格為鳳邑雙慈殿，俗稱鳳山媽祖廟，與鳳邑城隍廟、鳳山龍山寺、鳳山開漳聖王廟並稱鳳山四大廟，主祀天上聖母、觀音佛祖。

## 沿革
明鄭時期，福建移民迎來普陀山觀世音菩薩香火，虔誠奉祀，時稱觀音亭。1753年（清乾隆十八年），自泉州迎請媽祖奉祀，增建前殿，觀音菩薩改奉於後殿。因以觀音、媽祖皆為「大慈神聖」，故改稱「雙慈亭」。
廟宇建築於1930年代由知名大木匠師陳己同修建，尤其三川殿假四垂 （页面存档备份，存于）和藻井有其特色。

## 祀神

### 雙慈亭時代
三川殿：三官大帝聖位。

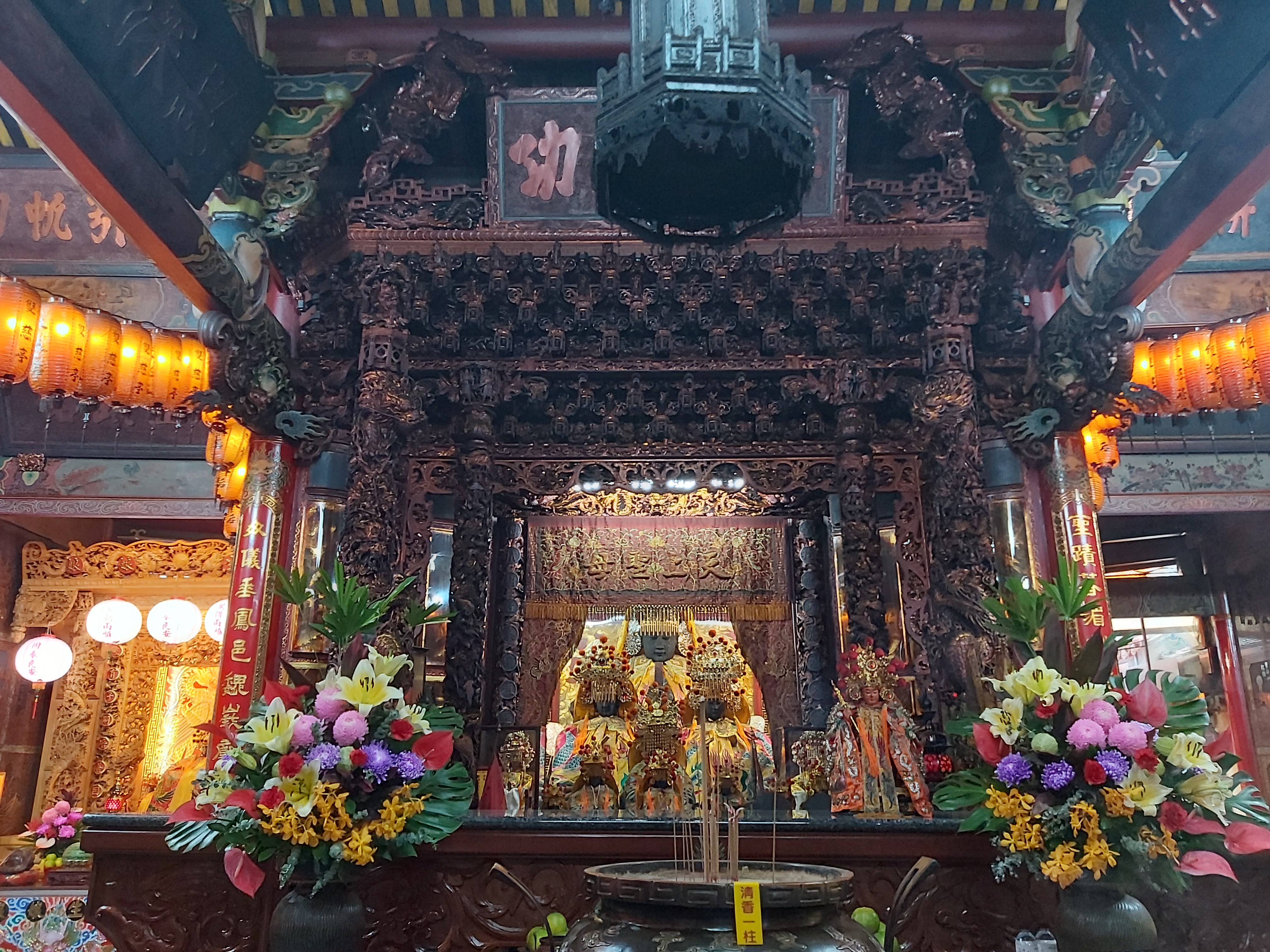
正殿天上聖母

正殿：天上聖母、千里眼將軍、順風耳將軍、虎爺。
兩側偏殿：太歲星君、太陽星君。
韋馱宮：韋馱菩薩、千手千眼觀世音菩薩
觀音殿：觀世音佛祖、善財龍女、華嚴三聖、西方三聖、地藏菩薩、彌勒菩薩、境主公、註生娘娘、韋馱護法、伽藍護法、十八羅漢、虎爺。
挽善堂：關呂李三恩主、王天君、柳星君、福德正神、月下老人

### 現行配置

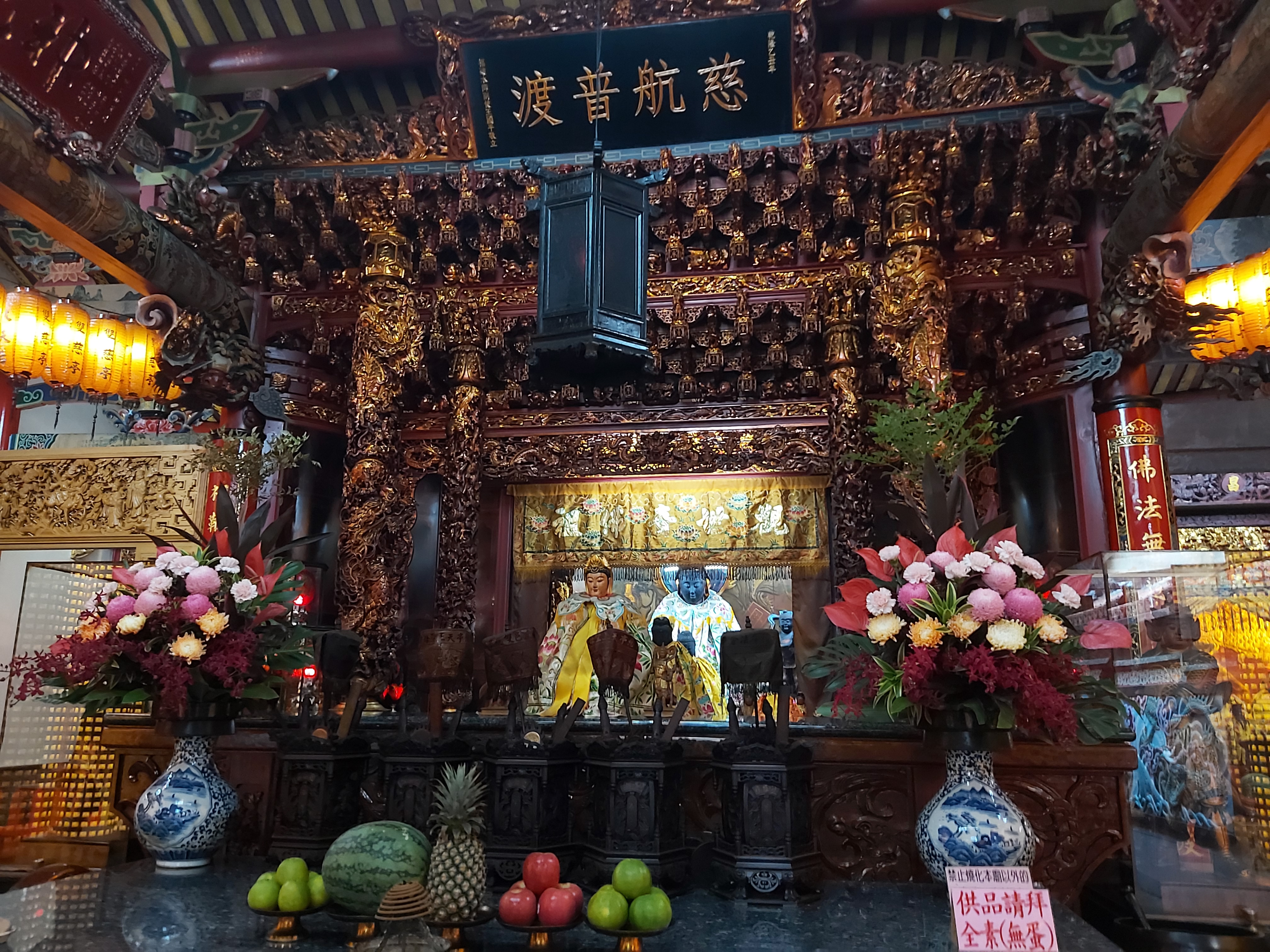
觀音殿

配天府：南天代巡王五府千歲、扶印將軍、持劍將軍。
左偏殿：中軍府、馬使爺、神馬、王船
右偏殿：縣境主公、福德正神、月下老人
太歲殿：太歲星君。
中殿：天上聖母、千里眼將軍、順風耳將軍、虎爺。
韋馱宮：韋馱菩薩、千手千眼觀世音菩薩
後殿：觀音佛祖、善財龍女、華嚴三聖、西方三聖、地藏菩薩、彌勒菩薩、三官大帝、太陽神君、倉頡制字先師、大成至聖先師、五文昌帝君、三恩主、王天君、柳星君、註生娘娘、韋馱護法、伽藍護法、十八羅漢、虎爺。

## 外部連結
- 官方网站
- 鳳山雙慈殿的Facebook專頁